# Übergang über die Schlei
Missunde • Königshügel • Danewerk • Schlei • Oeversee • Jütland • Vejle • Jasmund • Düppeler Schanzen • Fredericia • Helgoland • Alsen • Lundby • Nordfriesische Inseln
Als Übergang über die Schlei war eine erfolgreiche Umgehung des Danewerks am 6. Februar 1864 durch preußische Truppen.

## Ausgangslage
Der Versuch, die dänische Festung bei Missunde im überraschenden Handstreich zu nehmen und dort rückwärtig die Verteidiger des Danewerks einzuschließen, scheiterte beim Übergang über die Schlei am dänischen Widerstand. Die preußischen Truppen mussten daher nach einer anderen Möglichkeit suchen, um nach Angeln überzusetzen.

## Geschichte

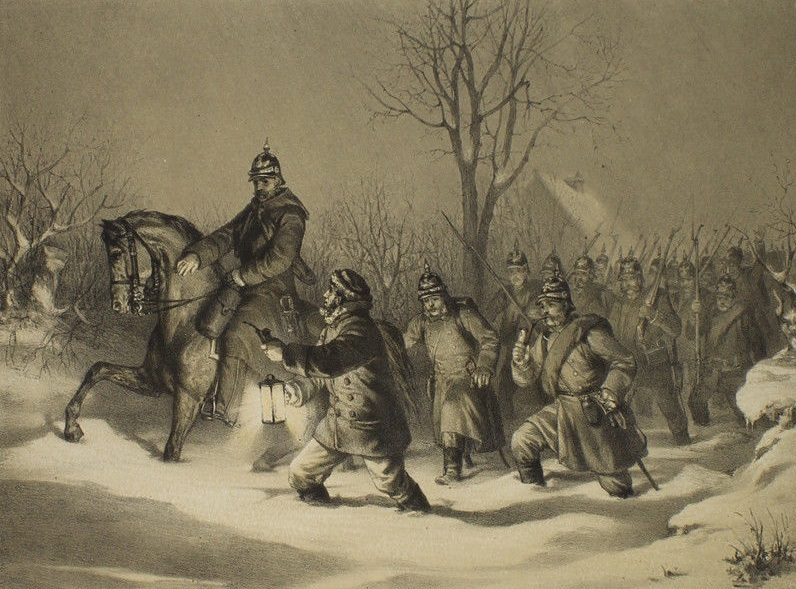
Preußische Avantgarde beim nächtlichen Aufspüren des Gegners

Dem Oberkommandierenden der preußischen Armee, den Königsneffen Prinz Friedrich Karl, wurde nach dem gescheiterten ersten Versuch klar, dass der Übergang nur weiter nach Osten bei Arnis und Kappeln, den Engstellen der Schlei, erfolgen konnte. Um das Umgehungsmanöver zu verschleiern, wurde auch an den beiden Tagen nach dem verlorenen Gefecht von einigen Batterien weiterhin Missunde beschossen und an den Abenden zahlreiche Lagerfeuer entzündet. Vom Feind unbemerkt verlegte man derweil im Schutze von Nebel und dichtem Schneetreiben das Gros der Truppen in zwei Wäldchen gegenüber von Arnis und von Kappeln. Für die Pontonbrücke bei Arnis hatten Pioniere die erforderlichen Pontons per Pferdewagen bereits bis nahe ans Ufer gebracht. Die zweite, simultane Querung, von Ellenberg nach Dothmark (beides heute Ortsteile von Kappeln) hinüber, sollte durch Ruderboote erfolgen; es handelte sich um Fischerkähne, die in Kiel und Eckernförde beschlagnahmt wurden. An den geplanten Übergängen hatte man vorsorglich auch Artillerie in Stellung gebracht. 
Es wurde bestimmt, dass am 6. Februar um 4 Uhr morgens der Übergang der kombinierten Avantgardebrigade und der 12. Infanteriebrigade (Röder) einerseits nördlich von Kappeln beim Ellenberger Holz, anderseits südlich von Kappeln auf den requirierten mitgebrachten Booten beginnen sollte. Die beiden Brigaden, vereinigt unter dem General von Manstein, dem Kommandanten der 6. Division, sollten das nördliche Schleiufer von dänischen Soldaten säubern und eine Stellung um den Brückenschlag einnehmen, in etwa einen Halbkreis von einer ¾ Meile Durchmesser. Zur Unterstützung wurde das 7. Pionierbataillon abkommandiert.
Zur Deckung des Übergangs wurden vier Batterien Artillerie aufgefahren: eine 12-Pfünderbatterie zwischen Ellenberg und dem Ellenberger Holz, eine weitere bei Loitmark, südlich von Kappeln, eine gezogene 6-Pfünderbatterie unterhalb von Arnis bei Kopperby und eine Haubitzenbatterie oberhalb von Arnis bei Schonsburg. Der Brückenschlag sollte durch das 3. Brandenburgische Pionierbataillon erfolgen. In der Nacht zum 6. Februar durfte kein lauter Befehl gegeben werden und trotz eisiger Kälte kein wärmendes Lagerfeuer entzündet werden. Selbst im Gutshaus Carlsburg, dem Hauptquartier des Prinzen Friedrich Karl, war kein einziges Licht zu sehen. Doch vor dem für 4 Uhr morgens geplanten Übersetzen war ein Pastor aus der Umgegend bei den Preußen erschienen und berichtete, die Dänen seien bereits vom gegenüberliegenden Ufer abgezogen.

„Schon um 9 Uhr abends erschien bei einer preußischen Abteilung ein Prediger, der aufs Bestimmte versicherte, dass die Dänen fort seien. Ein Unteroffizier des westfälischen Pionier-Bataillon (Nr. 7) erbot sich über die Schlei zu setzen, um sich der Wahrheit der Aussage zu überzeugen. Unter dem Schutz der Dunkelheit fuhr er ab. […] Der westfälische Pionier-Unteroffizier hatte die Schanze bei Dothmark (Ortsteil von Kappeln, Anm. d. Verf.) verlassen und die Geschütze vernagelt gefunden.“

So wurde um 3 Uhr morgens das Lagerfeuerverbot aufgehoben. Ohne dass ein Schuss fiel, überbrückten die Pioniere die bei Arnis knapp 250 Meter breite Schlei in weniger als zweieinhalb Stunden. Sie wurden durch die Dänen nicht behindert, umso mehr aber durch das Ufereis und den heftigen Nordostwind. Nur in der Mitte war die Schlei offen, aber zugleich auch voller Treibeis. An beiden Seiten hielt das Eis noch, so dass es aufgehauen werden musste, ehe die Pontons herabgelassen werden konnten. 
Im Nachhinein stellte sich heraus, dass im Schleswiger Prinzenpalais am 5. Februar 1864 letztmals der dänische Kriegsrat unter dem Vorsitz des Generalleutnants Christian Julius de Meza tagte. Der preußische Umgehungsversuch war nicht unbemerkt geblieben. Doch durch die Verlagerung gen Osten waren die schwachen dänischen Linien überdehnt, und man nahm an, ein Überschreiten der Schlei nicht noch einmal verhindern zu können. So wurde fast einstimmig festgelegt, das Danewerk zu räumen, um eine Einkesselung zu vermeiden. Dies geschah in der Nacht vom 5. auf den 6. Februar. Die dänische 3. Division begann den Rückzug um 22 Uhr, da sie vom Übergang über die Schlei am nächsten Morgen besonders gefährdet war. 
Dieser Übergang ging in zwei Kolonnen vonstatten: Erst die 9. Brigade unter Generalmajor Steinmann mit dem größten Teil der Artillerie und Kavallerie. Die zweite Kolonne folgte etwa 1 ¼ Meile dahinter und bestand aus der 7. und 8. Brigade. So konnten am 6. Februar 1864 bei Arnis fast 26.000 Preußen in Kappeln ungestört und ungefährdet über die Schlei setzen. Das Übersetzen begann um 9:45 Uhr morgens, und nach ca. acht Stunden um 16:30 Uhr war das ganze 1. Armee-Corps übergesetzt. Hätten die Dänen Arnis nicht zuvor geräumt, so hätte die Überbrückung der Schlei die Preußen fraglos hohe Opfer gekostet. 
Noch während des Übersetzens traf die Nachricht von Feldmarschall von Wrangel ein, dass auch in seinem Abschnitt der Feind abgezogen sei; eine halbe Stunde nach Mitternacht sei der letzte Däne aus der Stadt Schleswig marschiert. So hatte der preußische Umgehungsversuch letztlich die Aufgabe des Danewerks verursacht. Einer Zeitungsnotiz jenes Tages sollen die Arnisser aus Freude über die Befreiung allen Speck am Orte aufgetrieben haben, um diesen an die preußischen Soldaten zu verteilen.

## Resultat
Durch den geplanten Übergang über die Schlei bei Arnis war das Danewerk nicht mehr zu halten. Durch die Gewinnung des Vorgeländes und die Etablierung festungsbrechender Geschütze in dem Gefecht um den Königshügel war nun die Gefahr eines Durchbruchs latent geworden. Mit dem Übergang über die Schlei im Winter kam noch die Gefahr hinzu, das der Festungsgürtel umgangen wird. Dies war einer der Gründe, warum das Danewerk am 5. Februar 1864 aufgegeben werden musste. Sie dazu den Punkt 1 der Rückzugsbegründung.

„1. dass die Haltbarkeit der Danewerkstellung auf dem Hindernis beruht, welche die Eider, die Schlei und die Überschwemmungen gewährt. Das aber das Hindernis der Schlei zurzeit nur eine Rinne ist und das Verfahren des Aufeisens in unmittelbarer Nähe des Feindes unmöglich ist.“